# Eigenbrötler
Der Ausdruck Eigenbrötler ist nach der Bedeutungsangabe des Dudens ein „Mensch, der sich absondert, seine Angelegenheiten für sich allein und auf seine Weise erledigt und andern in seinem Verhalten merkwürdig erscheint“.
Im 16. und 17. Jahrhundert finden sich in Süddeutschland Eigenbrötler als Bewohner eines Hospitals, die ihr „eigenes Brot“ aßen, also auf eigene Kosten dort untergebracht waren. Sie hatten in der Regel die bessere Unterkunft, oft auch eigene Möbel oder eigene Verpflegung und hielten sich von den anderen Insassen fern, die meist auf Almosen angewiesen waren.
Im Deutschen Wörterbuch von Jakob und Wilhelm Grimm wird der Eigenbrötler ohne nähere Erläuterung mit qui rem familiarem ipse curat (‚jemand, der sich selbst um seinen Hausstand kümmert‘) definiert.
Das Schweizerische Idiotikon versteht darunter einen Mann, der, obwohl unverheiratet, einen eigenen Haushalt führt.

## Psychologie
Schizoide Persönlichkeiten gelten oft als Eigenbrötler. Zum Erscheinungsbild gehört meist eine gewisse Kontaktscheu.